# 12738 Satoshimiki
12738 Satoshimiki è un asteroide della fascia principale del diametro medio di circa 13,57 km. Scoperto nel 1992, presenta un'orbita caratterizzata da un semiasse maggiore pari a 2,5421779 UA e da un'eccentricità di 0,2865969, inclinata di 13,30172° rispetto all'eclittica.